# Owen Barfield
Arthur Owen Barfield (* 9. November 1898 in London; † 14. Dezember 1997 in Forest Row, District of Wealden) war ein englischer Philosoph, Sprachwissenschaftler, Rechtsanwalt und Schriftsteller.

## Leben
Owen Barfield wuchs als Sohn eines Anwalts in Muswell Hill, einem Vorort im Norden Londons, auf. Nach seinem Studium der Rechtswissenschaft und der Anglistik an der University of Oxford strebte er zunächst eine akademische Karriere an (seine Dissertation von 1922 erschien 1928 überarbeitet unter dem Titel Poetic Diction), übernahm aber 1929 die Anwaltskanzlei seines Vaters, wo er als Solicitor tätig war. 1923 heiratete er Maud Douie († 1980); sie adoptierten zwei Kinder.
Bereits in den frühen 1920er-Jahren begegnete er der Anthroposophie. Zunächst skeptisch eingestellt, übersetzte er später einige Bücher von Rudolf Steiner und engagierte sich von 1937 bis 1974 im Vorstand der Anthroposophischen Gesellschaft in England. Barfield beschäftigte sich besonders mit der Erforschung der Bewusstseinsgeschichte („evolution of consciousness“), die er im Spiegel der Sprachgeschichte zu erfassen suchte. 1953 erschien als erste Frucht dieser jahrzehntelangen Untersuchungen History in English Words, das sogleich auch unter Literaten wie etwa W. H. Auden begeisterte Leser fand. Als Barfields Hauptwerk gilt Saving the Appearances von 1957.
Viele seiner Beiträge erschienen aber auch in anthroposophischen Zeitschriften wie etwa The Golden Blade. Viele dieser kleineren Beiträge (unter anderem auch zu nationalökonomischen, gesellschaftspolitischen, aber auch etwa ökologischen Fragen) finden sich inzwischen auf der Homepage der Barfield-Nachlassverwaltung.
Um 1960 gab er den Anwaltsberuf auf und zog nach Dartford. An Universitäten in den USA und in Kanada hielt er über rund zwei Jahrzehnte hinweg Gastvorlesungen, die auch in Buchform erschienen. Nach dem Tod seiner Frau zog er nach Forest Row in East Sussex, in die Nähe des (anthroposophisch ausgerichteten) Emerson College.
Er gehörte zur Gruppe der Inklings und war besonders mit C. S. Lewis – trotz weltanschaulicher Differenzen – eng befreundet. Lewis widmete ihm seine Studie The Allegory of Love (1936) mit den Worten: „To Owen Barfield: Wisest and best of my unofficial teachers“.

## Werke

### Bücher
- History in English Words. Methuen, London 1926; 3. überarb. A. 1967
- Poetic Diction. A Study in Meaning. Faber and Gwyer, London 1928; 3. A. Wesleyan University Press, Middletown 1973
  - Nachdruck der 1. Auflage als: Fundamentals of Poetry. Shubdi, Delhi 1999
- Romanticism Comes of Age. Anthroposophical Publishing, London 1944 (Aufsatzsammlung)
- This Ever Diverse Pair (erschienen unter dem Pseudonym G. A. L. Burgeon). Gollancz, London 1950. 2. A. Floris Classics, Edinburgh 1985. 3. A. Barfield Press, Oxford 2010
- Saving the Appearances. A Study in Idolatry, 1957
  - Deutsche Ausgabe: Evolution – Der Weg des Bewusstseins. Zur Geschichte des europäischen Denkens. Weitz, Aachen 1991, ISBN 3-925177-11-6
- Worlds Apart. A Dialogue of the 1960’s. Faber and Faber, London 1963
- Unancestral Voice. Wesleyan University Press, Middletown 1965
- Speaker’s Meaning, Rudolf Steiner Press, London 1967
  - Deutsche Ausgabe: Der Sprecher und sein Wort. Verlag am Goetheanum, Dornach 1967; 2. A. ebd. 1985, ISBN 3-7235-0402-7
- What Coleridge Thought. Wesleyan University Press, Middletown 1971
- The Rediscovery of Meaning and Other Essays. Wesleyan University Press, Middletown 1977 (Aufsatzsammlung)
- History, Guilt, and Habit. Wesleyan University Press, Middletown 1981
- Owen Barfield on C. S. Lewis. Hg. v. G. B. Tennyson. Wesleyan University Press, Middletown 1989
- A Barfield Sampler. Poetry and Fiction. Hg. v. J. C. Hunter und T. Kranidas. State University of New York Press, Albany 1993
- A Barfield Reader. Hg. v. G. B. Tennyson. Floris Books, Edinburgh 1999
- Eager Spring. Hg. v. J. Hipolito im Auftrag des Owen Barfield Literary Estate. Barfield Press, Oxford 2008. (Barfields 'Öko-Thriller', entstanden 1988)
- Night Operation. Hg. v. J. Hipolito im Auftrag des Owen Barfield Literary Estate. Barfield Press, Oxford 2008.
- The Rose on the Ash-Heap. Hg. v. J. Hipolito im Auftrag des Owen Barfield Literary Estate. Barfield Press, Oxford 2009. (Bei dieser Allegorie handelt es sich um den Epilog zu Barfields bislang unveröffentlichtem Roman Englisch People. Das Manuskript liegt im Nachlass nur unvollständig vor.)
- The Tower: Major Poems and Plays. Hg. von Leslie A. Taylor und Jefferey H. Taylor. Parlor Press: Anderson (South Carolina) 2020.

### Kinderbücher
- The Silver Trumpet. Faber and Gwyer, London 1925 (Neuauflage in Vorbereitung)
- Das Kind und der Riese. Eine orphische Erzählung. Freies Geistesleben, Stuttgart 1991, ISBN 3-7725-1093-0